# Mesembrina nigribasis
Mesembrina nigribasis är en tvåvingeart som beskrevs av Kuchta och Savage 2008. Mesembrina nigribasis ingår i släktet Mesembrina och familjen husflugor.
Artens utbredningsområde är Costa Rica. Inga underarter finns listade i Catalogue of Life.